# Catedral de Nápoles

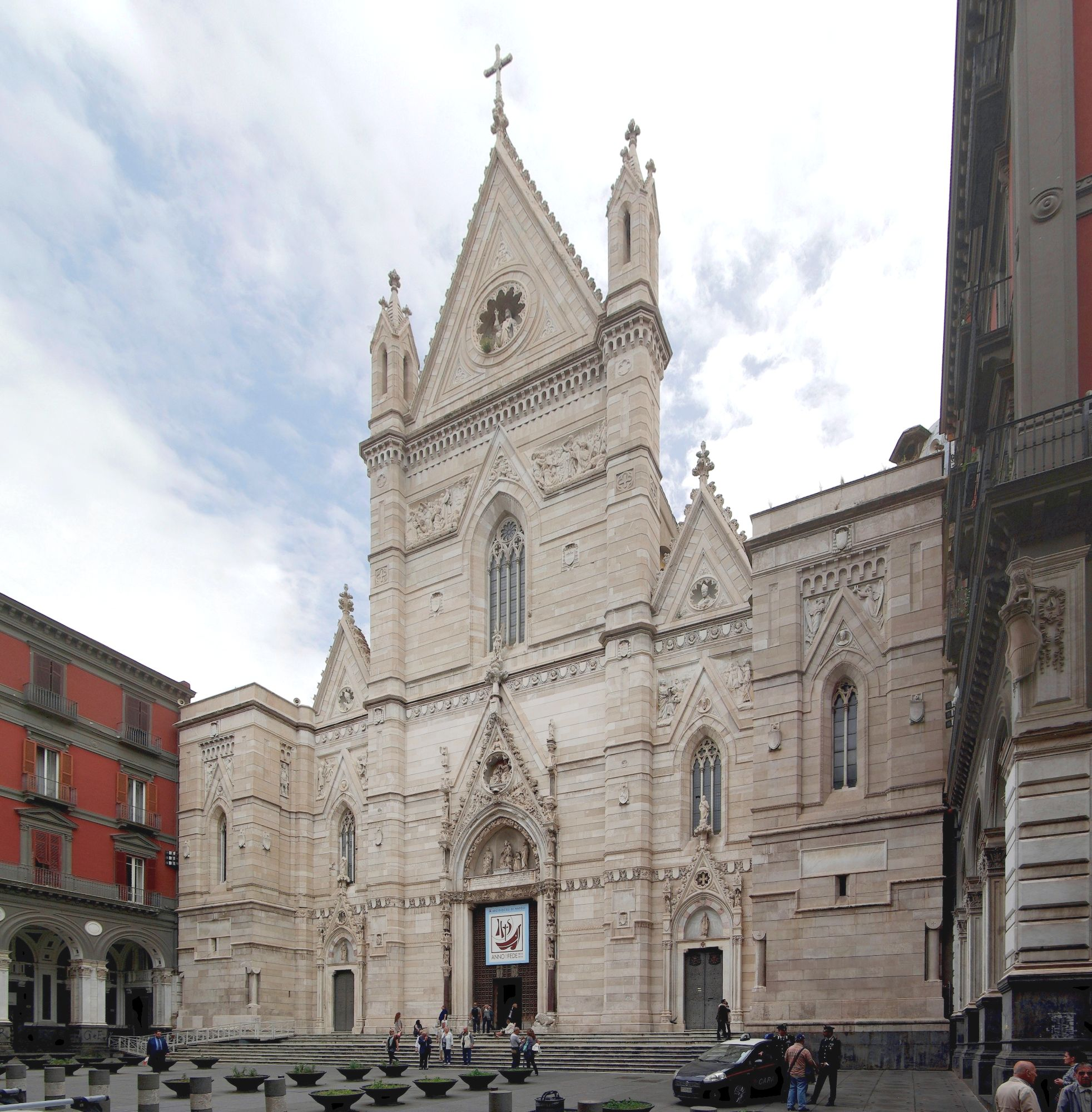
Vista da fachada.

A Catedral de Nápoles (italiano: Duomo di Napoli ou Duomo di Santa Maria Assunta) é o principal edifício de culto em Nápoles. Assume uma importância central no plano histórico, porque, provavelmente, na antiguidade, em seu lugar estava um templo dedicado ao deus Apolo. A primeira catedral foi construída por Constantino no quarto século. A atual catedral foi construída pela casa de Anjou. Abriga o batistério mais antigo do Ocidente.